# Campeonato Gaúcho de Voleibol Masculino de 2014
O Campeonato Gaúcho de Voleibol Masculino de 2014, foi uma competição disputada entre 6 de Setembro e 10 de Dezembro de 2014, correspondendo à principal divisão do voleibol masculino no estado do Rio Grande do Sul.
O torneio é organizado anualmente pela Federação Gaúcha de Voleibol (FGV) e disputado por um número variável de equipes, não havendo dessa forma promoção ou rebaixamento 

## Fórmula de Disputa
A primeira fase do Campeonato foi disputada em dois turnos. Em cada turno as quatro equipes se enfrentaram todas contra todas em jogo único. Ao final dos dois turnos, a classificação geral foi parâmetro para o emparelhamento da fase semifinal.
A fase semifinal foi disputada em play-off de dois jogos com Golden Set entre 24 e 30 de Novembro de 2014, composta pelo 1º x 4º e 2º x 3º
A fase final foi disputada em Partida Única em 10 de Dezembro de 2014, pelos vencedores da semifinal.

## Equipes participantes
| APEO/SEST SENAT/FASURGS                                                           | Passo Fundo     | Ginásio do SEST/SENAT | 0 (não possui) |
| Bento Vôlei/Isabela                                                               | Bento Gonçalves | Ginásio Municipal     | 0 (não possui) |
| Vôlei Canoas                                                                      | Canoas          | Ginásio do Unilasalle | 2 (2013)       |
| Voleisul/Paquetá Esportes                                                         | Novo Hamburgo   | Ginásio da SGNH       | 0 (não possui) |
| APEO/SEST SENAT/FASURGS Voleisul/Paquetá Esportes Bento Vôlei Lebes/Gedore/Canoas |                 |                       |                |

## Fase classificatória
- Vitória por 3 sets a 0 ou 3 a 1: 3 pontos para o vencedor;
- Vitória por 3 sets a 2: 2 pontos para o vencedor e 1 ponto para o perdedor.
- Não comparecimento, a equipe perde 2 pontos.
- Em caso de igualdade por pontos, os seguintes critérios servem como desempate: número de vitórias, razão de sets e razão de ralis.

Todas equipes são classificadas para os playoffs

### Jogos
| 6 de setembro de 2014 19:00 | Voleisul/Paquetá Esportes | 3 — 0 | APEO/SEST SENAT/FASURGS | Ginásio SGNH, Novo Hamburgo |
| 6 de setembro de 2014 19:00 |                           |       |                         | Ginásio SGNH, Novo Hamburgo |

| 26 de setembro de 2014 19:00 | Bento Vôlei/Isabela | 3 — 0 | APEO/SEST SENAT/FASURGS | Ginásio Municipal, Bento Gonçalves |
| 26 de setembro de 2014 19:00 |                     |       |                         | Ginásio Municipal, Bento Gonçalves |

| 1 de outubro de 2014 19:00 | Bento Vôlei/Isabela | 0 — 3 | Voleisul/Paquetá Esportes | Ginásio Municipal, Bento Gonçalves |
| 1 de outubro de 2014 19:00 |                     |       |                           | Ginásio Municipal, Bento Gonçalves |

| 4 de outubro de 2014 19:00 | Voleisul/Paquetá Esportes | 0 — 3 | Vôlei Canoas | Ginásio SGNH, Novo Hamburgo |
| 4 de outubro de 2014 19:00 |                           |       |              | Ginásio SGNH, Novo Hamburgo |

| 4 de outubro de 2014 19:00 | APEO/SEST SENAT/FASURGS | 0 — 3 | Bento Vôlei/Isabela | Ginásio do SEST/SENAT, Passo Fundo |
| 4 de outubro de 2014 19:00 |                         |       |                     | Ginásio do SEST/SENAT, Passo Fundo |

| 11 de outubro de 2014 20:00 | APEO/SEST SENAT/FASURGS | 0 — 3 | Voleisul/Paquetá Esportes | Ginásio do SEST/SENAT, Passo Fundo |
| 11 de outubro de 2014 20:00 |                         |       |                           | Ginásio do SEST/SENAT, Passo Fundo |

| 14 de outubro de 2014 20:00 | Vôlei Canoas | 2 — 3 | Voleisul/Paquetá Esportes | Ginásio do Unilasalle, Canoas |
| 14 de outubro de 2014 20:00 |              |       |                           | Ginásio do Unilasalle, Canoas |

| 17 de outubro de 2014 20:00 | Vôlei Canoas | 3 — 0 | APEO/SEST SENAT/FASURGS | Ginásio Municipal de Esportes, Marau |
| 17 de outubro de 2014 20:00 |              |       |                         | Ginásio Municipal de Esportes, Marau |

| 18 de outubro de 2014 19:00 | Voleisul/Paquetá Esportes | 3 — 2 | Bento Vôlei/Isabela | Ginásio SGNH, Novo Hamburgo |
| 18 de outubro de 2014 19:00 |                           |       |                     | Ginásio SGNH, Novo Hamburgo |

| 18 de outubro de 2014 19:00 | APEO/SEST SENAT/FASURGS | 0 — 3 | Vôlei Canoas | Ginásio do SEST/SENAT, Passo Fundo |
| 18 de outubro de 2014 19:00 |                         |       |              | Ginásio do SEST/SENAT, Passo Fundo |

| 23 de outubro de 2014 20:00 | Bento Vôlei/Isabela | 1 — 3 | Vôlei Canoas | Ginásio Municipal, Bento Gonçalves |
| 23 de outubro de 2014 20:00 |                     |       |              | Ginásio Municipal, Bento Gonçalves |

| 28 de outubro de 2014 20:00 | Vôlei Canoas | 1 — 3 | Bento Vôlei/Isabela | Ginásio do Unilasalle, Canoas |
| 28 de outubro de 2014 20:00 |              |       |                     | Ginásio do Unilasalle, Canoas |

### Classificação Final
|  |

|     |                           |     | Jogos | Jogos | Jogos | Resultados | Resultados | Resultados | Resultados | Resultados | Resultados | Sets | Sets | Sets  | Pontos | Pontos | Pontos |
| Pos | Equipe                    | Pts | T     | V     | D     | 3–0        | 3–1        | 3–2        | 2–3        | 1–3        | 0–3        | V    | P    | R     | V      | P      | R      |
| --- | ------------------------- | --- | ----- | ----- | ----- | ---------- | ---------- | ---------- | ---------- | ---------- | ---------- | ---- | ---- | ----- | ------ | ------ | ------ |
| 1   | Voleisul/Paquetá Esportes | 13  | 6     | 5     | 1     | 3          | 0          | 2          | 0          | 0          | 1          | 15   | 7    | 2.143 | 0      | 0      | MAX    |
| 2   | Vôlei Canoas              | 13  | 6     | 4     | 2     | 3          | 1          | 0          | 1          | 1          | 0          | 15   | 7    | 2.143 | 0      | 0      | MAX    |
| 3   | Bento Vôlei/Isabela       | 10  | 6     | 3     | 3     | 2          | 1          | 0          | 1          | 1          | 1          | 12   | 10   | 1.200 | 0      | 0      | MAX    |
| 4   | APEO/SEST SENAT/FASURGS   | 0   | 6     | 0     | 6     | 0          | 0          | 0          | 0          | 0          | 6          | 0    | 18   | 0,000 | 0      | 0      | MAX    |

## Playoffs
|  | Semifinais | Semifinais                | Semifinais   | Semifinais |  |  | Final                     | Final | Final | Final |
|  |            |                           |              |            |  |  |                           |       |       |       |
|  | 1          | Voleisul/Paquetá Esportes | 3            | 3          |  |  |                           |       |       |       |
|  | 4          | APEO/SEST SENAT/FASURGS   | 0            | 1          |  |  |                           |       |       |       |
|  |            |                           |              |            |  |  | Voleisul/Paquetá Esportes | 2     |       |       |
|  |            |                           | Vôlei Canoas | 3          |  |  |                           |       |       |       |
|  | 2          | Vôlei Canoas              | 2            | 3          |  |  |                           |       |       |       |
|  | 3          | Bento Vôlei/Isabela       | 3            | 0          |  |  |                           |       |       |       |

### Semifinais
Jogos de Ida
| 24 de novembro de 2014 20:00 | Bento Vôlei/Isabela | 3 — 2 | Vôlei Canoas | Ginásio Municipal, Bento Gonçalves |
| 24 de novembro de 2014 20:00 |                     |       |              | Ginásio Municipal, Bento Gonçalves |

| 29 de novembro de 2014 20:00 | APEO/SEST SENAT/FASURGS | 3 — 0 | Bento Vôlei/Isabela | Ginásio Municipal de Esportes, Três Coroas |
| 29 de novembro de 2014 20:00 |                         |       |                     | Ginásio Municipal de Esportes, Três Coroas |

Jogos de Volta
| 26 de novembro de 2014 20:00 | Vôlei Canoas | 3 — 0 | Bento Vôlei/Isabela | Ginásio do Unilasalle, Canoas |
| 26 de novembro de 2014 20:00 |              |       |                     | Ginásio do Unilasalle, Canoas |

| 30 de novembro de 2014 16:00 | Voleisul/Paquetá Esportes | 3 — 0 | APEO/SEST SENAT/FASURGS | Ginásio Municipal de Esportes, Três Coroas |
| 30 de novembro de 2014 16:00 |                           |       |                         | Ginásio Municipal de Esportes, Três Coroas |

### Final
| 10 de dezembro de 2014 20:30 | Voleisul/Paquetá Esportes | 2 — 3 | Vôlei Canoas | Ginásio SGNH, Novo Hamburgo |
| 10 de dezembro de 2014 20:30 |                           |       |              | Ginásio SGNH, Novo Hamburgo |

## Classificação final
| Posição        | Equipe                    |
| -------------- | ------------------------- |
| Campeão        | Vôlei Canoas              |
| Vice-campeão   | Voleisul/Paquetá Esportes |
| Terceiro lugar | Bento Vôlei/Isabela       |
| 4              | APEO/SEST SENAT/FASURGS   |

| Campeonato Gaúcho de Voleibol Masculino 2014 |
| -------------------------------------------- |
| Vôlei Canoas (3º título)                     |